# Henricho Bruintjies
Henricho Bruintjies (né le 16 juillet 1993 à Paarl) est un athlète sud-africain, spécialiste du sprint.

## Biographie
Le 8 juin 2015, il bat son record personnel sur 100 m en 10 s 06 (vent fav. + 1,5 m/s) devant son compatriote Anaso Jobodwana, 10 s 13, à Prague. En 2013, il avait déjà couru en 10 s 06 mais le vent était trop favorable.
Avec l'équipe sud-africaine, il avait terminé 4e des Jeux du Commonwealth à Glasgow en 38 s 35, record national, avec ses coéquipiers Simon Magakwe, 
Ncincilili Titi et Akani Simbine.	
Le 25 juin 2015 à Turku, avec vent trop favorable de 2,3 m/s, il remporte le 100 m en 10 s 09 devant Mosito Lehata, 10 s 11 et Roberto Skyers 10 s 13.
Le 5 juillet 2015 au meeting Résisprint à La Chaux-de-Fonds il descend pour la première fois sous les 10 s, en 9 s 97, en profitant de l'altitude de la piste et du vent légèrement favorable (+ 0,8 m/s) de la première série.
À Asaba, il devient champion d’Afrique du relais 4 x 100 m, en battant le record des Championnats à 1/100e du record national, avec ses coéquipiers Akani Simbine, Simon Magakwe et Emile Erasmus.

## Palmarès
| Date | Compétition            | Lieu         | Résultat | Épreuve   | Temps   |
| ---- | ---------------------- | ------------ | -------- | --------- | ------- |
| 2014 | Jeux du Commonwealth   | Glasgow      | 4e       | 4 × 100 m | 38 s 35 |
| 2018 | Jeux du Commonwealth   | Gold Coast   | 2e       | 100 m     | 10 s 17 |
| 2018 | Jeux du Commonwealth   | Gold Coast   | 2e       | 4 × 100 m | 38 s 24 |
| 2018 | Championnats d'Afrique | Asaba        | 1er      | 4 × 100 m | 38 s 25 |
| 2019 | Jeux africains         | Rabat        | 3e       | 4 × 100 m | 38 s 80 |
| 2022 | Championnats d'Afrique | Saint-Pierre | 3e       | 100 m     | 10 s 01 |
| 2022 | Championnats d'Afrique | Saint-Pierre | 2e       | 4 × 100 m | 39 s 79 |

## Records
| Épreuve | Temps   | Lieu              | Date           |
| ------- | ------- | ----------------- | -------------- |
| 100 m   | 9 s 97  | La Chaux-de-Fonds | 5 juillet 2015 |
| 200 m   | 20 s 62 | Bydgoszcz         | 14 juin 2015   |